# Unserer Lieben Frau (Achern)

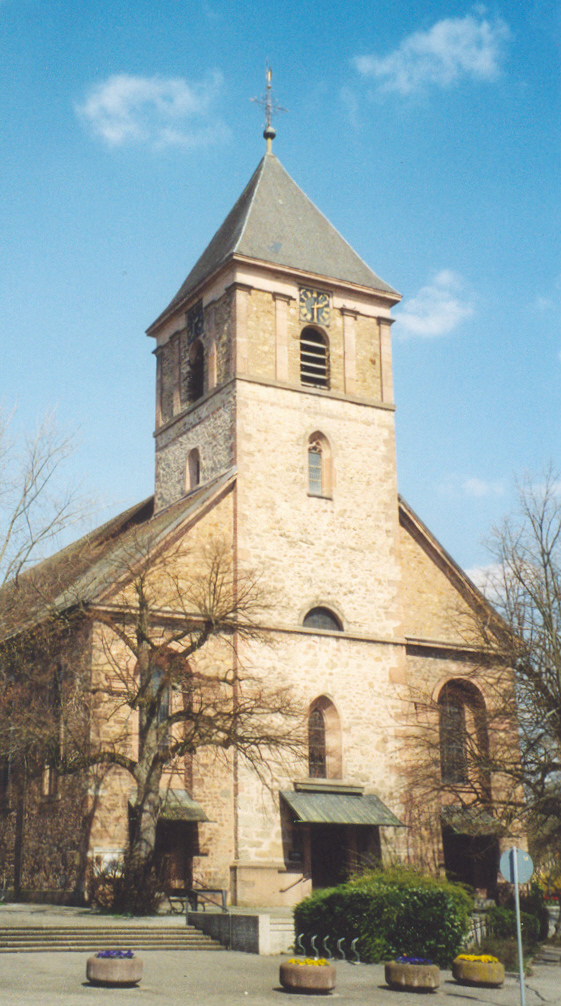
Unserer Lieben Frau in Achern

Die römisch-katholische Pfarrkirche Unserer Lieben Frau steht in Achern, einer Großen Kreisstadt im Ortenaukreis von Baden-Württemberg. Die Kirche gehört zum Dekanat Acher-Renchtal des Erzbistums Freiburg. Sie ist beim Landesamt für Denkmalpflege Baden-Württemberg als Baudenkmal eingetragen.

## Beschreibung
Die klassizistische Saalkirche wurde in der Formensprache des Architekten Friedrich Weinbrenner 1824/25 errichtet. Sie besteht aus einem Langhaus zu sieben Achsen, das mit einem Satteldach bedeckt ist, einem eingezogenen, rechteckigen Chor im Norden und einem Fassadenturm auf quadratischem Grundriss im Süden, der in seinen unteren Geschossen, die von 1425 stammen in die Fassade im Süden eingebunden ist. Das oberste Geschoss beherbergt die Turmuhr und den Glockenstuhl, in dem sechs Kirchenglocken hängen. Darauf sitzt ein Pyramidendach. Das Glockengeläut setzt sich folgendermaßen zusammen:
| Glocke | Gießer                              | Gussjahr | Durchmesser | Gewicht | Schlagton |
| ------ | ----------------------------------- | -------- | ----------- | ------- | --------- |
| 1      | Petit & Gebrüder Edelbrock, Gescher | 1950     | 1586 mm     | 2549 kg | c′±0      |
| 2      | Hans Iacob Miller, Straßburg        | 1599     | 1230 mm     |         | es′-1     |
| 3      | Petit & Gebrüder Edelbrock          | 1950     | 1165 mm     | 992 kg  | f′±0      |
| 4      | Matthäus Edel, Straßburg            | 1751     | 960 mm      |         | g′±0      |
| 5      | Petit & Gebrüder Edelbrock          | 1949     | 840 mm      | 351 kg  | b′-1      |
| 6      | Petit & Gebrüder Edelbrock          | 1950     | 750 mm      | 246 kg  | c″±0      |

Zur Kirchenausstattung gehören Altäre aus Stuckmarmor, die Jodok Friedrich Wilhelm zwischen 1825 und 1833 gebaut hat. Am Hochaltar stehen Statuen der vier Evangelisten. 
Die Orgel wurde 1996 von Claudius Winterhalter gebaut. Sie verfügt über 33 Registern auf zwei Manualen und Pedal.